# István Horthy

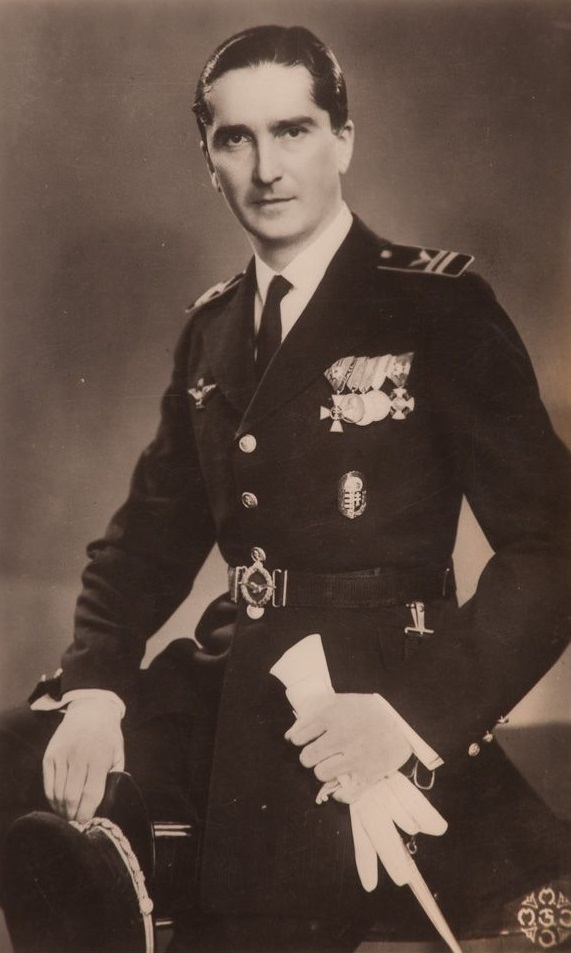
István Horthy

Vitéz István Horthy von Nagybánya (* 12. September 1904 in Pola, Markgrafschaft Istrien, Österreich-Ungarn; † 20. August 1942 bei Alexejewka, Russische SFSR, Sowjetunion) war der älteste Sohn des ungarischen Reichsverwesers Admiral Miklós Horthy, stellvertretender Regent des Königreichs Ungarn und während des Zweiten Weltkrieges Jagdpilot.

## Leben
In seiner Jugend war István Horthy und sein jüngerer Bruder Miklós aktive Mitglieder der katholischen Pfadfindergruppe der ungarischen «Magyar Cserkészszövetség», obwohl er ein Protestant war. Horthy graduierte 1928 als Maschinenbau-Ingenieur. Anschließend ging er für ein Jahr in die Vereinigten Staaten und arbeitete im Ford-Werk in Detroit.
Wieder zurück im Königreich Ungarn arbeitete er in der MÁVAG-Lokomotivfabrik als Ingenieur. An der Spitze des Entwicklungsteams nahm er an der Entwicklung bedeutender Projekte teil. Zwischen 1934 und 1938 leitete Horthy das Unternehmen als Geschäftsführer und war anschließend bis 1940 dessen Generaldirektor. Am 1. Juni 1940 wurde er zum Präsidenten der königlich ungarischen Staatsbahnen MÁV ernannt.
1940 heiratete er Gräfin Ilona Edelsheim-Gyulai (1918–2013). 
István Horthy kritisierte die Nationalsozialisten energisch und öffentlich. Im Januar 1942 ernannte ihn sein Vater zum stellvertretenden Regenten und für einige Zeit genoss er enorme Beliebtheit in Ungarn. István Horthy wurde kurz darauf an die Ostfront geschickt. Seine Menschlichkeit und seinen Dissens in der „Judenfrage“ scheint auch in einem Zitat aus einem seiner Briefe, die er seinem Vater von Kiew sandte, auf: „[…] Noch ein weiteres trauriges Thema: die jüdische Gesellschaft, wie ich höre – dort 20 oder 30 000 Mann –, sind auf Gedeih und Verderb den Leidenschaften der Sadisten ausgeliefert, in jeder Hinsicht […]. Es ist abscheulich, dass im 20 Jahrhundert […]. Ich befürchte, dass wir einmal sehr teuer dafür bezahlen werden. (Ist es möglich, sie zu Hause arbeiten zu lassen?) Andernfalls werden im Frühjahr nur noch wenige leben. […]“
István Horthy starb kurz nach seiner Ankunft in der besetzten Sowjetunion bei einem Flugzeugabsturz.
Seine Witwe, Ilona Gräfin Edelsheim-Gyulai, heiratete erneut am 8. Juli 1954 in London John Bowden (* 1915). Am 21. Mai 2011 bekam sie die Ehrenbürgerwürde des Budapester Burgviertels verliehen.
Sein ältester Sohn Sharif István Horthy ist ein erfolgreicher Ingenieur.